# Complementaire kosten
Complementaire kosten zijn de bijkomende kosten die ontstaan als gevolg van een primaire investering of activiteit. Dit type kosten is noodzakelijk om de voordelen van een eerdere uitgave of beslissing volledig te benutten. Complementaire kosten worden vaak niet direct voorzien bij het plannen van de initiële uitgave, maar blijken essentieel voor de effectieve werking of het succes van het oorspronkelijke project of investering.
Een klassiek voorbeeld is te zien bij de aanschaf van machines of apparatuur binnen een productiebedrijf. Hoewel de initiële aankoop van de machine de primaire kosten vertegenwoordigt, zullen er ook kosten zijn voor installatie, onderhoud, opleiding van personeel en energiekosten. Deze bijkomende kosten zijn nodig om de machine optimaal te laten functioneren en zijn daardoor complementair aan de initiële investering.

## Kenmerken
De kenmerken van complementaire kosten zijn:
bijkomstig karakterDeze kosten zijn niet het hoofdbestanddeel van een investering, maar zijn wel nodig om het succes van die investering te waarborgen.
onvermijdbaarZodra de initiële investering is gedaan, zijn de complementaire kosten vaak onvermijdelijk om de initiële uitgave rendabel te maken.
indirecte relatieHoewel complementaire kosten niet altijd direct met het primaire doel in verband staan, zijn ze vaak wel indirect verbonden en noodzakelijk voor de volledige benutting van de primaire investering.

## Verschil met andere kosten
Complementaire kosten verschillen van vaste kosten, die constant blijven ongeacht het productie- of investeringsniveau, en van variabele kosten, die fluctueren afhankelijk van de output. Ze zijn ook anders dan indirecte kosten, omdat complementaire kosten specifiek voortkomen uit een voorafgaande investering, terwijl indirecte kosten breder van aard zijn en gerelateerd kunnen zijn aan verschillende activiteiten binnen een organisatie.

## Relevantie in bedrijfsvoering
In het kader van projectmanagement en investeringsanalyses is het belangrijk om complementaire kosten in overweging te nemen bij het plannen van nieuwe uitgaven. Het niet opnemen van deze kosten in de initiële begroting kan leiden tot onverwachte financiële tegenvallers en verminderde efficiëntie van de investering.